# Парасолька на риболовлі
«Парасолька на риболовлі» — анімаційний фільм 1973 року Творчого об'єднання художньої мультиплікації студії Київнаукфільм, режисер — Єфрем Пружанський.

## Сюжет
Мультфільм розповідає про пригоди смішного героя Парасольки на риболовлі.

## Над мультфільмом працювали
- Автор сценарію: Тадеуш Павленко
- Режисер: Єфрем Пружанський
- Художник-постановник: Микола Чурилов
- Композитор: Антон Муха
- Оператор: Анатолій Гаврилов
- Звукорежисер: Лев Рязанцев
- Редактор: Світлана Куценко
- Художники-мультиплікатори: Олександр Лавров, Єфрем Пружанський, Наталя Марченкова, Н. Бондар
- Асистенти: Р. Лумельська, Е. Григоренко, С. Тесленко, О. Деряжна
- Директор картини: Іван Мазепа